# Amphinemura crenata
Amphinemura crenata är en bäcksländeart som först beskrevs av Koponen 1949.  Amphinemura crenata ingår i släktet Amphinemura och familjen kryssbäcksländor. Inga underarter finns listade i Catalogue of Life.